# Território das Comores
```
   |-
       |
Erro:
:  
valor não especificado para "
nome_comum
"

   |-
       | 
Erro:
:  
valor não especificado para "
continente
"
```

Território das Comores foi um território ultramarino francês, separado de Madagascar em 27 de outubro de 1946, e composto pelas quatro ilhas do arquipélago das Comores. 
Em 1975, o território foi dividido: três das quatro ilhas (Grande Comore, Mohéli e Anjouan) ganharam a independência para constituir o Estado das Comores (atual Comores), enquanto Mayotte escolheu permanecer no território ultramarino francês.